# Willie Sojourner
Willard Leon „Willie” Sojourner (ur. 10 września 1948 w Filadelfii, zm. 20 października 2005 w Rieti) – amerykański koszykarz grający na pozycjach silnego skrzydłowego lub środkowego, mistrz ABA (1974).
W 1970 zajął trzecie miejsce podczas mistrzostw NCAA w skoku wzwyż (213 cm).

## Osiągnięcia
NCAA
- Uczestnik rozgrywek:
  - Sweet 16 turnieju NCAA (1969)
  - turnieju NCAA (1969–1971)
- Mistrz sezonu regularnego konferencji Big Sky (1969–1971)
- Wybrany do:
  - I składu Big Sky (1969–1971)
  - IV składu All-American (1971)przez NABC)[2]
  - Galerii Sław Sportu uczelni Weber State (1990)
  - grona 50. najlepszych sportowców w historii konferencji Big Sky - Big Sky Conference "50 Greatest Male Athletes" (2013)
- Lider konferencji Big Sky w zbiórkach (1971)
- Drużyna Weber State Wildcats zastrzegła jego numer 35 (2015)

Dryżynowe
- Mistrz:
  - Pucharu Koracia (1980)
  - ABA (1974)[1]
- Wicemistrz:
  - Pucharu Koracia (1979)
  - EBA (1976)

Indywidualne
- MVP play-off CBA (1976 wspólnie z Gregiem Jacksonem)
- Lider ligi włoskiej w zbiórkach (1980)